# شهباز (هواپیما)
شهباز نام هواپیمای دوم خانواده سلطنتی ایران در دوره محمدرضا پهلوی است. این هواپیما یک بوئینگ ۷۲۷ بود که بیشتر به وسیله دیگر اعضای خاندان پهلوی مورد استفاده قرار می‌گرفت و پس از آن تا سال ١٣٧٧ همچنان مورد استفاده مقامات دولتی ایران بود. از نظر قانونی این هواپیما در زمان حکومت پهلوی متعلق به نیروی هوایی شاهنشاهی ایران و در زمان جمهوری اسلامی متعلق به ایران ایر بود.

## مشخصات
این هواپیما به سفارش آل نیپون ایرویز (ANA) با شماره سریال ۱۹۵۵۷ ساخته شد. نخستین پرواز خود را در ۱۹۶۷/۰۴/۲۵ و با رجیستر JA8321 به این شرکت ژاپنی تحویل داده شد. پنج سال برای این شرکت پرواز کرد و سپس در اوت ۱۹۷۲ با رجیستر N329K در اختیار شرکت فورد موتور قرار گرفت.
در ژوئن ۱۹۷۴ (خرداد ۱۳۵۳) نیروی هوایی ارتش شاهنشاهی ایران این هواپیما را پس از تبدیل شدن به وی‌آی‌پی و تجهیزشدن به دستگاه اختلال فرکانس، خریداری کرده و رجیستر آن را به افتخار شاه ایران EP-MRP قرار داد تا با نام «شهباز» پروازهای تشریفاتی مقامات و شخصیت‌های حکومتی را انجام دهد. مدتی بعد رجیستر آن به ۱۰۰۲ تغییر کرد و توسط خانواده سلطنتی مورد استفاده قرار گرفت.

## پس از انقلاب ۵۷
هواپیما با وقوع انقلاب ۱۳۵۷ در ایران همچنان در اختیار نیروی هوایی ارتش باقی ماند تا اینکه از تیر ماه ۱۳۶۱ به ایران‌ایر واگذار شده و رجیستر آن به EP-GDS و نام آن نیز به «قدس» تغییر کرد؛ اما همچنان برای دولت ایران پرواز می‌کرد تا اینکه از فروردین ۱۳۷۰ و پس از انجام اورهال در تأسیسات لوفتهانزای، مجددا به ناوگان تشریفاتی دولت بازگشته و همچنان سفرهای داخلی و خارجی مقامات دولتی را انجام داد.

## بازنشستگی
هواپیما نهایتا در سال ۱۳۷۷ بازنشسته شد و به نمایشگاه هوایی تهران، واقع در کیلومتر ۴ آزادراه تهران کرج روبروی پارک ارم (نمایشگاه هوایی تهران)، منتقل شد.

## نکات
```
روزنامه اطلاعات که به اشتباه نوشته شده که شاه با هواپیما شهباز از کشور خارج می شود.
```

در یکی از منابع تاریخی از این هواپیما به اشتباه به عنوان هواپیمایی یاد شده‌است که محمدرضا پهلوی در سال ۱۳۵۷ از ایران با آن خارج شد. بازبینی فیلم خروج شاه و مطالعه منابع تاریخی نشان می‌دهد که هواپیمای مزبور شاهین، یعنی هواپیمای اول خانواده پادشاهی ایران، است.